# ガンプラビルダーズワールドカップ
ガンプラビルダーズワールドカップ（GUNPLA BUILDERS WORLD CUP）はバンダイ公式のガンプラ作品コンテスト大会。正式名称は「バンダイオフィシャルガンプラコンテスト世界大会」、略称は「GBWC」。

## 概要
- 主催 - バンダイホビー事業部。
- 参加国 - 世界13の国と地域。日本、北米（アメリカ、カナダで1枠）、台湾、タイ、シンガポール、マレーシア、インドネシア、フィリピン、中国、香港、韓国、オーストラリア、イタリア（2013年大会）[1]。

### 日本国内予選
- 一次審査 - バンダイ審査員による「写真」審査。
- 二次審査 - バンダイ審査員による「写真」審査。
- 三次審査（最終審査） - 一般投票とバンダイ審査員による「実物」審査。

### 本戦
- 世界各国の代表者と作品が「ガンダムフロント東京」に集結。
- 審査方法は、バンダイから1名、川口克己（川口名人）、模型雑誌3社「月刊ホビージャパン」「月刊電撃ホビーマガジン」「月刊モデルグラフィックス」編集部から各1名の計5名の審査員が工作・塗装・アイディアを基に審査を行い世界王者を決定する。

### コース
- オープンコース - 15歳以上。
- ジュニアコース - 14歳以下。

## 大会別結果

### 2011年大会
- 開催日と場所 - 2011年12月25日、香港。
- 参加国 - 
  - 同年7月から起こったタイ洪水でタイ大会は中止になった。
- 優勝
  - オープンコース：マレーシア代表、原型モデル：クシャトリヤ
  - ジュニアコース：中国代表

### 2012年大会
- 開催日と場所 - 2012年12月23日、東京お台場のガンダムフロント東京。
- 参加国 - 日本、北米（アメリカ、カナダで1枠）、台湾、タイ、シンガポール、マレーシア、インドネシア、フィリピン、中国、香港、韓国、オーストラリア、イタリア。
- 優勝
  - オープンコース：香港代表、原型モデル：リゼル
  - ジュニアコース：インドネシア代表

### 2013年大会
- 開催日と場所 - 2013年12月22日、東京お台場のガンダムフロント東京。
- 参加国 - 日本、北米（アメリカ、カナダで1枠）、台湾、タイ、シンガポール、マレーシア、インドネシア、フィリピン、中国、香港、韓国、オーストラリア、イタリア。
- 優勝
  - オープンコース：日本代表、原型モデル：νガンダム
  - ジュニアコース：香港代表